# Stroik przelotowy
Stroik przelotowy (języczek) – rodzaj stroika wykorzystywany m.in. w akordeonie, w którym dźwięk wzbudzany jest przez strumień powietrza. W odróżnieniu od klasycznego stroika nie jest on usytuowany w ustniku, lecz w specjalnej ramce.

## Historia
Pierwsze instrumenty, w których dźwięk wywoływany był przez drgający stroik przelotowy powstały ok. 3000 lat temu w Chinach. Jego nazwa – sheng – zmieniała się wraz z krajami, do których instrument trafiał. W Japonii znany był pod nazwą Shō, w Laosie i Tajlandii – khēne, a w Korei – saenghwang. W Europie ten typ stroika pojawił się w roku 1635 za pośrednictwem Marina Mersenne'a, który umieścił wzmiankę o nim w swoich traktatach. Szerszy opis stroika przelotowego pojawił się w dziele De la musique des Chinoises, tant anciens que modernes francuskiego jezuity J. A. Amiota. Jednak do intensywniejszego rozwoju tego źródła dźwięku znacznie przyczynił się Christian Gottlieb Kratzenstein, który pracował nad stworzeniem instrumentu imitującego głos ludzki. Jego badania zainspirowały innych twórców do dalszych eksperymentów z wykorzystaniem stroika przelotowego. Kolejnym znaczącym krokiem było oddzielenie samego stroika od ramki (dotychczas tworzyły one jeden element) i przytwierdzenie go za pomocą nitu. Zwiększało to elastyczność języczka, a co za tym idzie, także możliwości dynamiczne całego stroika. W 1821 r. Christian Buschmann stworzył Aurę, w której po raz pierwszy zastosowano stroik działający dwukierunkowo (na otwieranie i zamykanie miecha). Było to możliwe dzięki umieszczeniu w metalowej ramce dwóch stroików, zamocowanych po obu jej stronach. Dalszy rozwój stroika przelotowego wiąże się nierozerwalnie z rozwojem akordeonu. Jednak ogranicza się on głównie do zmiany materiałów, z których był produkowany.

## Budowa
Pierwotnie stroik przelotowy zbudowany był z gałęzi bambusa. Przycinano ją w taki sposób, aby zostawić w środku języczek, który wzbudzony przez przepływające powietrze wydawał dźwięk. Dopiero w Europie do produkcji stroika zastosowano metal, choć do końca XVI wieku był on nadal jednoelementowy. Współcześnie stroik budowany jest z dwóch elementów: ramki i przytwierdzonego do niej za pomocą nitu języczka. Ramka przeważnie jest prostokątna, z wyciętym pośrodku otworem, pozwalającym stroikowi swobodnie poruszać się w obie strony. Zazwyczaj w ramce umieszczone są dwa stroiki, umieszczone naprzeciw siebie. Takie umieszczenie pozwala na wydobycie dźwięku zarówno przy otwieraniu, jak i zamykaniu miecha (lub wdechu i wydechu w przypadku harmonijki ustnej). Stroiki te mogą być zestrojone ze sobą lub brzmieć inaczej (instrumenty diatoniczne). Najbardziej cenione są stroiki ręcznie robione. Charakteryzują się one delikatnym niebieskim polotem na blaszce języczka.